# Woods Of Desolation
Woods Of Desolation - австралійський блек-метал-гурт, заснований музикантом Dolor у Вуллонгонзі у 2005 році.

## Історія
Dolor скористався допомогою Phillip Knight, котрий став виконавцем вокальних і бас-гітарних партій. Колектив переїхав у Велику Британію на період 2005-2007 років. Там музиканти записали два демо і два спліта з групами Vorkuta і Drohtnung, які видано дуже обмеженим тиражем. У ранніх записах музиканти займаються імпровізацією, експериментуючи з різним техніками гри.
Перший повноформатний альбом "Toward The Depths" виданий на компакт-дисках, вінілі і на касетах у 2008 році на трьох різних лейблах: Dark Adversary (Австралія), Obscure Abhorrence (Німеччина) і Hammer of Damnation (Бразилія) відповідно перерахованим форматам. Альбом записувався зимою 2007 року і першочергово планувався як третє демо. Також цей альбом стає останньою співпрацею Phillip Knight з Woods Of Desolation. Пізніше у 2012 році альбом був перевиданий лейблом Northern Silence Production.
Восени-взимку 2008 року походить запис нового міні-альбому "Sorh" (укр. «Сум»), який фокусується на особистих записах. Тут бере участь Desolate з Austere вокалістом. Колектив мав деякі проблеми і нарешті видав EP у листопаді 2009 року на німецькому лейблі Eisenwald тиражем у 1000 копій, а рік потому міні-альбом був перевиданий на вінілі. Після його випуску Woods Of Desolation тимчасово стає "замороженим" проектом.
Невдовзі Dolor відновлює проект, і 2009 рік проходить за написанням нового матеріалу, який буде представлено на другому повноформатному альбомі. Однак, Desolate заявив, що більше не зможе виокремлювати час для Woods Of Desolation, оскільки він зайнятий іншими проектами. На його  місце тимчасово приходить Tim (більш відомий як Sorrow з Austere і Grey Waters), котрий окрім вокальних, виконує і ударні партії.
У такому складі у лютому 2011 року колектив записується у студії, де створює другий повноформатний альбом, який отримує назву "Torn Beyond Reason". Реліз альбому відбувся 25 лютого 2011 року на Northern Silence Productions.
У липні 2011 року видано збірник "The Darkest Days", в який увійшли ранні демо-записи, треки зі сплітів і невидані треки. Реліз виходить на двох дисках у діджіпаці.
У 2014 році гурт випускає новий альбом під назвою "As The Stars".

## Склад гурту
- Dolor («D.») — ударні (2005-2010), бас-гітара (2008-2012), гітара (2005 — дотепер)

### Колишні учасники
- Phillip Knight («P. Knight») — бас-гітара, вокал (2005-2008)

### Сесійні учасники
- Desolate — вокал
- Tim — ударні, вокал
- Vlad — ударні
- Luke Mills — бас-гітара
- Old — вокал

## Дискографія

### Студійні альбоми і EP
- 2008 - Toward The Depths
- 2009 - Sorh
- 2011 - Torn Beyond Reason
- 2014 - As The Stars

### Збірники
- 2011 - The Darkest Days

### Демо-альбоми
- 2006 - "Woods Of Desolation"
- 2007 - "...Of An Undying Cold"
- 2014 - "Unreleased Demo 2007"

### Спліт-альбоми
- 2008 - "Vorkuta / Woods of Desolation" (спліт з Vorkuta)
- 2008 - "Woods of Desolation / Drohtnung" (спліт з Drohtnung)